# Verbindungsrampe

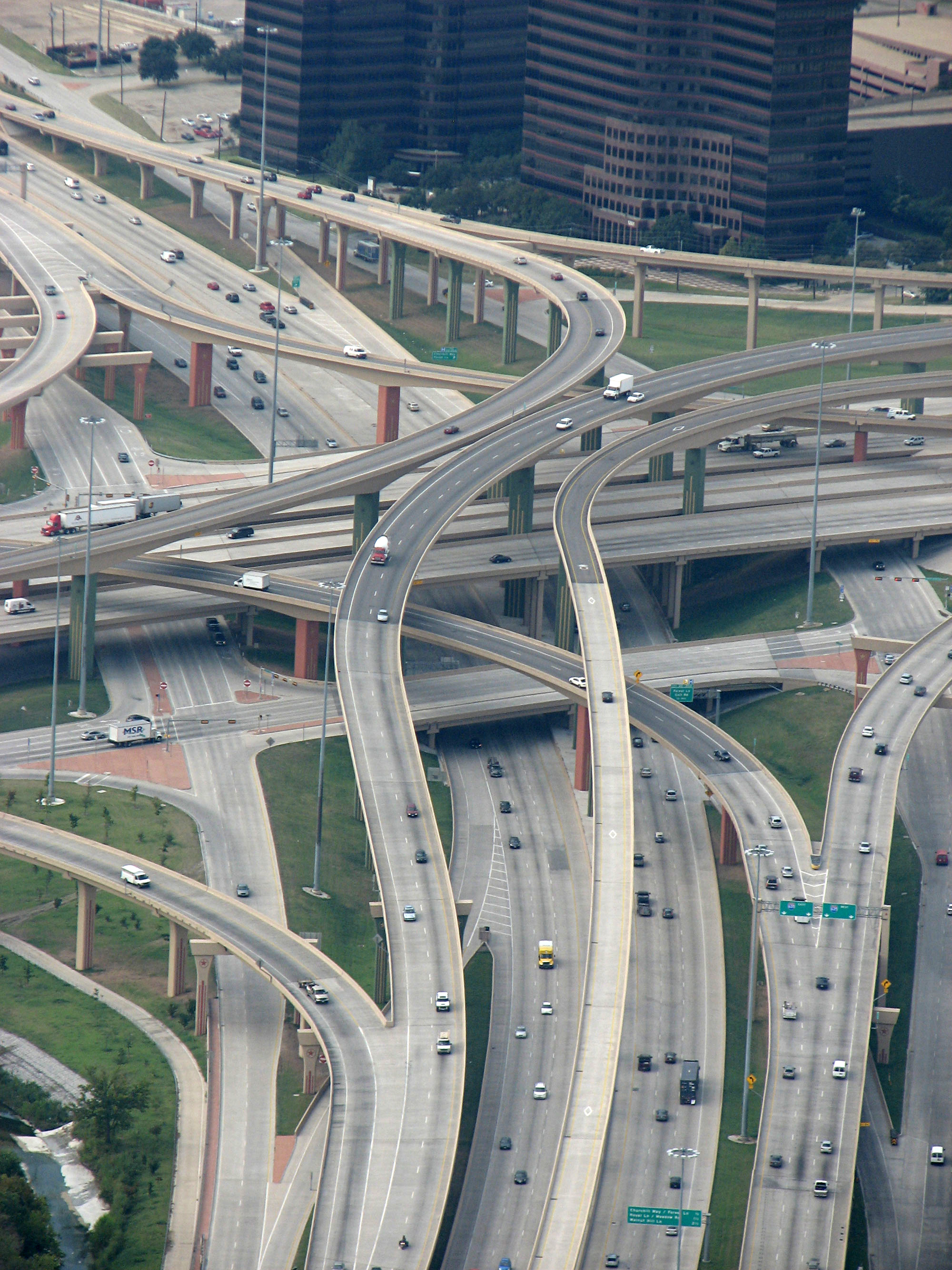
High Five Interchange in Dallas, Texas, mit Verbindungsrampen auf mehreren Ebenen

Eine Verbindungsrampe ist bei höhenfreien (planfreien) Verkehrsknotenpunkten wie Autobahnkreuzen, Autobahndreiecken oder Autobahngabelungen die Straße, die den Übergang von einer zur anderen Straßentrasse ermöglicht.
Je nach Bauart und Zielsetzung des Knotenpunktes werden unterschiedliche Varianten von Verbindungsrampen eingesetzt, die ausschlaggebend für die Bezeichnung der Bauform eines Knotenpunktes sind. Neben dem Verkehrsvolumen und den Kosten ist auch die Sicherheit ein Aspekt für die Auswahl. So werden z. B. enge Kurvenradien vermieden, wobei jedoch der Verkehr zuvor nicht durch eine Ausfahrt gebremst werden sollte. Daher findet die indirekte Verbindungsrampe in Straßendreiecken kaum Anwendung.

## Rampengruppen
Bei der Betrachtung von Verbindungsrampen werden zwei verschiedene Rampengruppen unterschieden.
- Rampengruppe 1 – Verbindung zwischen zwei planfreien Straßen
- Rampengruppe 2 – Verbindung einer planfreien zu einer plangleichen nachfolgenden Straße

## Direkte Verbindungsrampe

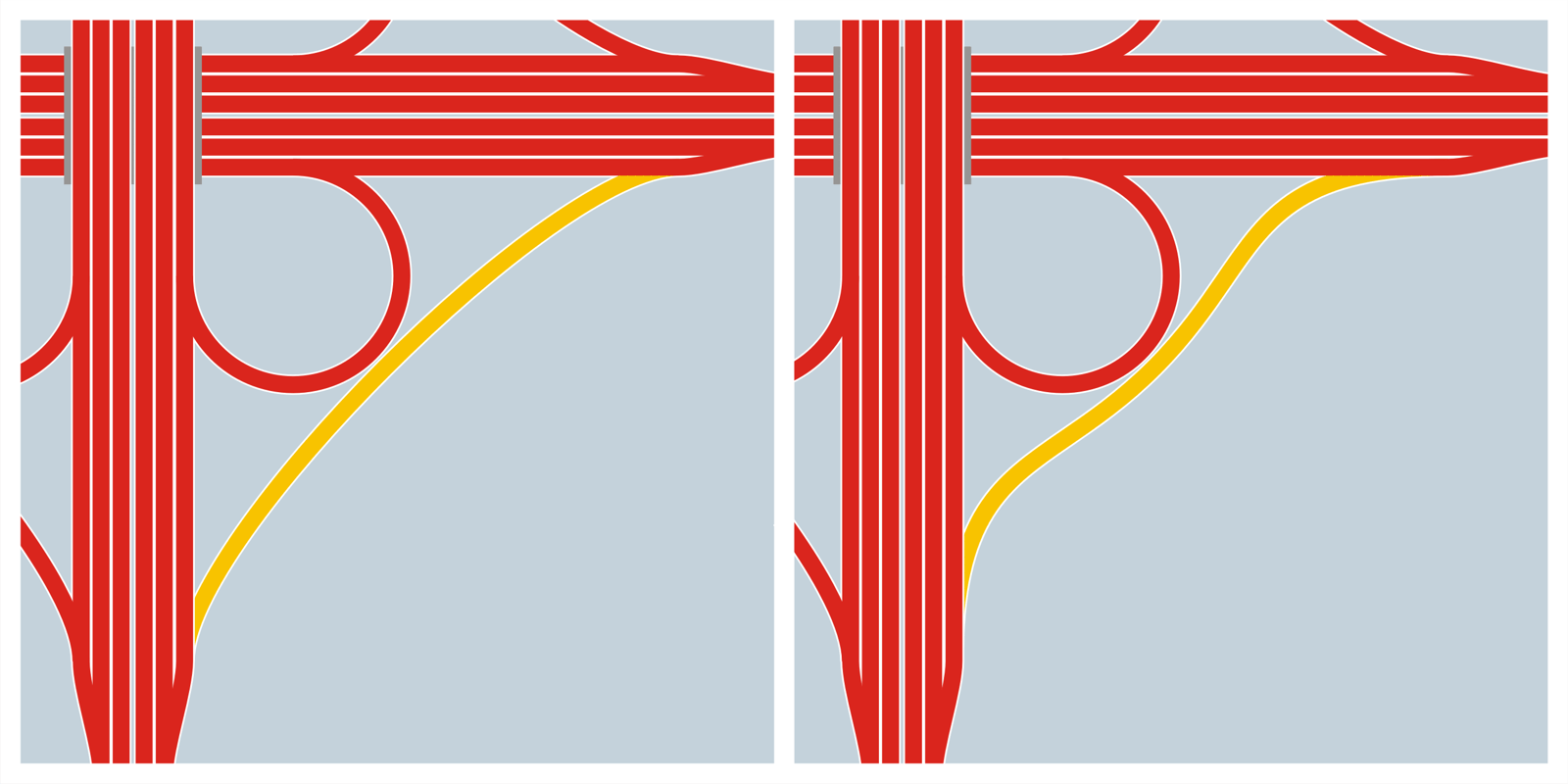
Direkte, nicht angepasste (links) und angepasste (rechts) Verbindungsrampe in einem Kleeblatt-Kreuz

Eine direkte Verbindung ist dann gegeben, wenn keine andere Fahrbahn über- oder unterquert werden muss. Direkte Verbindungsrampen, auch Tangentialrampe oder Tangentialfahrbahn genannt, sind nur beim Rechtsabbiegen (bei Linksverkehr nur beim Linksabbiegen) möglich und sind bei allen gängigen Formen von Knotenpunkten vorhanden. Da keine Brückenbauwerke errichtet werden müssen und eine Durchfahrt mit hoher Geschwindigkeit möglich ist, gibt es zum Rechtsabbiegen keine sinnvolle Alternative.
Bei nicht angepassten Tangenten verläuft die Rampe in einem gleichmäßigen 90°-Bogen, während bei angepasster Bauweise dem Verlauf einer anderen Rampe gefolgt wird. Die angepasste Form ist platzsparender, zwingt aber zum Verringern der Geschwindigkeit. Daher wird diese Variante nur dann gewählt, wenn die Platzverhältnisse keinen unangepassten Rampenverlauf ermöglichen.

## Halbdirekte Verbindungsrampe

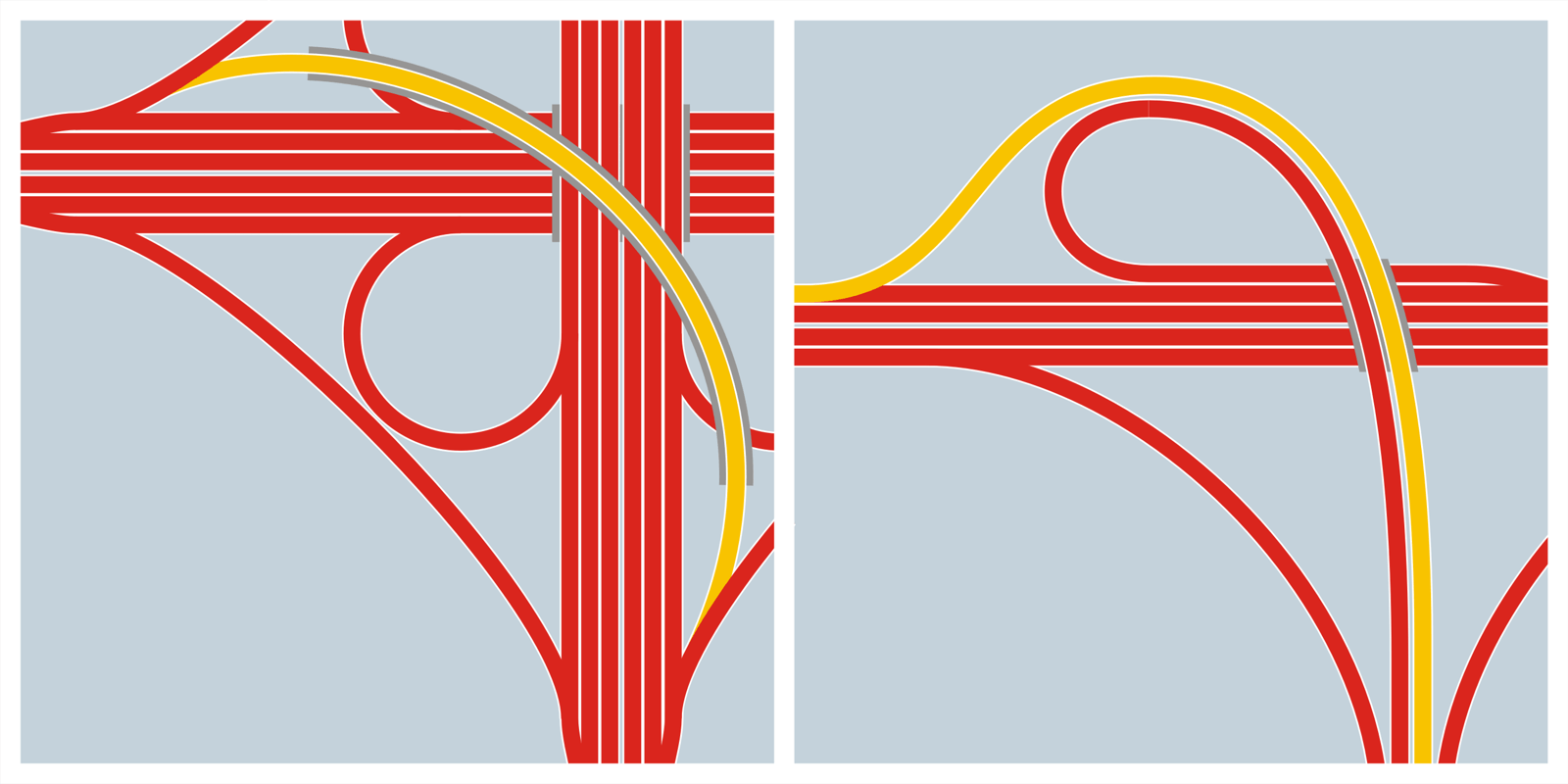
Halbdirekte Verbindungsrampe in einem Autobahnkreuz (links) und einem Autobahndreieck (rechts)

Als halbdirekt wird eine Verbindungsrampe zum Linksabbiegen (bei Rechtsverkehr) bezeichnet, die beide Autobahnen über- oder unterquert. Daher ist auch das Wort Overfly in Gebrauch Ebenso wie bei der direkten Verbindungsrampe sind hohe Geschwindigkeiten möglich, jedoch werden je nach Führung ein aufwändiges oder zwei weniger aufwändige Brückenbauwerke benötigt. Diese Form benötigt viel Platz, sofern der Verkehrsfluss möglichst wenig gebremst werden soll, da große Kurvenradien nötig sind. Durch die Brücken ist sie außerdem kostenintensiv.
Sie kommt meist nur zum Einsatz, wenn die verbundenen Autobahnen eine hohe Verkehrsdichte haben. In Autobahndreiecken ist sie häufiger anzutreffen als bei Autobahnkreuzen, um den Hauptverkehrsfluss möglichst wenig abzubremsen. Der Verlauf einer halbdirekten Verbindungsrampe hängt wesentlich von der Art des Knotenpunktes ab.

## Indirekte Verbindungsrampe

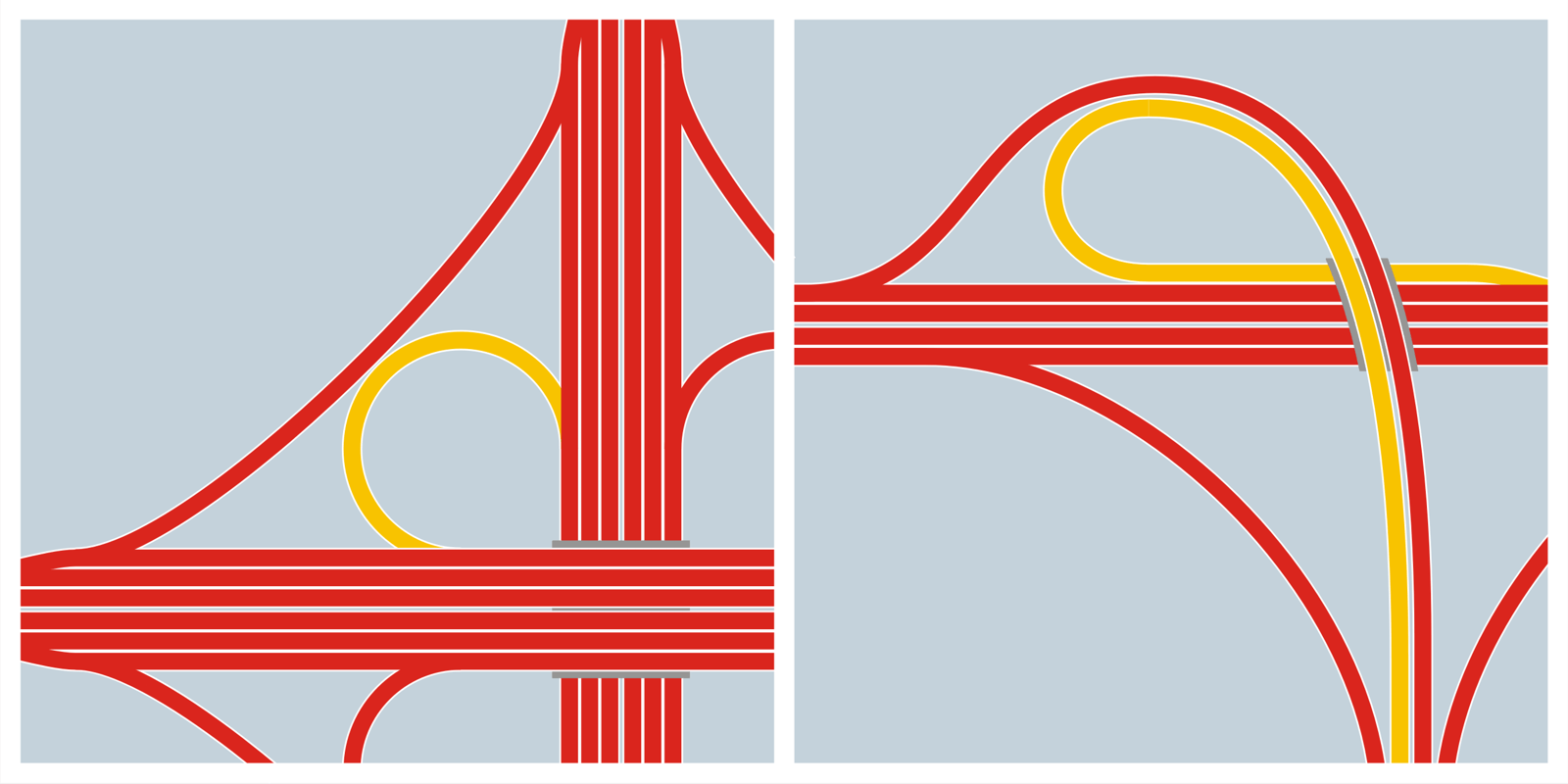
Indirekte Verbindungsrampe in gelb in einem Autobahnkreuz (links) und einem Autobahndreieck (rechts)

Bei der indirekten Verbindung, die zum Linksabbiegen verwendet wird, ist im Gegensatz zur halbdirekten Variante kein zusätzliches Brückenbauwerk erforderlich. Sie verläuft meist innerhalb einer direkten oder halbdirekten Verbindungsrampe, wodurch der Platzbedarf sehr gering ist. Allerdings wird der Verkehrsfluss durch den engen Kurvenradius stark abgebremst.
Diese Form, die auch als „Schleife“ oder „Ohr“ (daher auch die Bezeichnung Schleifenrampe) bezeichnet wird, ist vorwiegend bei Autobahnkreuzen in Kleeblatt-Form oder Autobahndreiecken in Trompeten-Form zu finden. Sie ist die häufigste Bauform für das Linksabbiegen bei Knotenpunkten in Deutschland. In stark frequentierten Verbindungen wird sie zunehmend durch eine halbdirekte Verbindungsrampe ersetzt.